# 横村隆子
横村 隆子（よこむら・たかこ、1955年 -　）は横村隆子YHT環境設計を主宰、足立区都市計画審議会委員もつとめる日本の建築家。東京都建築士事務所協会足立支部所属。
東京都生まれ。1977年 日本大学理工学部建築学科卒業後、黒澤隆研究室、板垣元彬建築設計、水沢工務店設計部、UG都市開発を経て、1996年 横村隆子YHT環境設計設立。代表作にYHT－HOUSE、フレンチカフェ＆デリカなど。平成19年鎌倉市常盤住宅設計競技最優良賞。創立 120 周年記念支部共通事業第8回提案競技「美しくまちをつくる、むらをつくる」（足立区）支部会員の部優秀賞。SUSアルミ共生建築Competition　時代に装う食彩蔵 ?時をつむぐアルミ万華鏡で優秀賞。
住まいのインテリアコーディネーションコンテスト平成21年度 一般プランニング部門支部長賞。